# Ciorneakî, Zinkiv
Ciorneakî (în ucraineană Чорняки) este un sat în comuna Velîka Pavlivka din raionul Zinkiv, regiunea Poltava, Ucraina.

## Demografie
Componența lingvistică a localității Ciorneakî
     Ucraineană (100%)
Conform recensământului din 2001, toată populația localității Ciorneakî era vorbitoare de ucraineană (100%).